# Осадча
Оса́дча — жіноча форма українського прізвища Осадчий. Станом на травень 2023 року в Україні зареєстровано носіїв носіїв.

## Відомі носії
- Осадча Віра Миколаївна (* 1952) — український науковець в галузі мистецтвознавства, митець.
- Осадча Катерина Олександрівна (* 1983) — українська телевізійна ведуча, журналістка.
- Осадча Марія Григорівна (* 1937) — відмінник освіти України.[2]
- Осадча Лілія Семенівна (* 1952) — українська радянська волейболістка, гравець збірної СРСР (1974—1978). Срібний призер Олімпійських ігор 1976, чемпіонка Європи 1975, чемпіонка СРСР 1976.
- Осадча Оксана Володимирівна — начальниця Департаменту Офісу Генерального прокурора директор Департаменту Міністерства юстиції, заслужений юрист України.[3]
- Осадча Олена Анатоліївна (* 1978) — український художник, мистецтвознавець, педагог.
- Осадча-Яната Наталія — український науковець.